# Louvigné-du-Désert
Louvigné-du-Désert è un comune francese di 3 870 abitanti situato nel dipartimento dell'Ille-et-Vilaine nella regione della Bretagna.

## Società

### Evoluzione demografica
Abitanti censiti